# IV. Klodvig frank király
IV. Klodvig (677 – 695 májusa) frank király 691-től haláláig.
III. Theuderich fia, mint gyermek lépett a trónra. Herstali Pipin majordomusnak fennhatósága alatt állott.